# Ianiropsis kincaidi
Ianiropsis kincaidi là một loài chân đều trong họ Janiridae. Loài này được Richardson miêu tả khoa học năm 1904.